# Пам'ятки історії Андрушівського району
У Андрушівському районі Житомирської області на обліку перебуває 87 пам'яток історії.
| №п/п | Охоронний номер | Найменування пам'ятки                                                                                   | Адреса                                                             | Рік       | Автор | № рішення про взяття на державний облік | Фото |
| ---- | --------------- | --- | ------------------------------------------------------------------ | --------- | ----- | --------------------------------------- | ---- |
| 1    | 103             | Пам'ятник на честь жителів міста Андрушівки, які загинули в роки Великої Вітчизняної війни              | М. Андрушівка, вул. Леніна, у центрі                               | 1965      | —     | № 442 від 29.09.1969 р.                 |      |
| 2    | 104             | Братська могила радянських воїнів. Поховано 38 чоловік                                                  | М. Андрушівка, вул. Леніна (в парку)                               | 1958 1970 | —     | № 442 від 29.09.1969 р.                 |      |
| 3    | 1897            | Будинок, у якому розміщався штаб 1-ї Кінної армії і працював Воллревком                                 | М. Андрушівка, вул. Леніна (с/ш № 1)                               | 1974      | —     | № 559 від 26.12.1979                    |      |
| 4    | 1898            | Будинок, у якому містився командний пункт 1-го Українського фронту                                      | М. Андрушівка, вул. Ватутіна, 41                                   | 1974      | —     | № 559 від 26.12.1979 р.                 |      |
| 5    | 3073            | Меморіальний комплекс на честь воїнів-визволителів, воїнів-земляків, жертв голодомору та репресованих   | М. Андрушівка, у парку (Алея Слави)                                | 1993      | —     | № 616 від 29.09.1999 р.                 |      |
| 6    | 1404            | Могила Єфімова Б. М. — радянського воїна                                                                | М. Андрушівка, на кладовищі                                        | 1946      | —     | № 388 від 06.09.1976 р.                 |      |
| 7    | 1405            | Братська могила радянських воїнів. Поховано 2 чоловіка                                                  | М. Андрушівка, на кладовищі                                        | 1947 1989 | —     | № 388 від 06.09.1976 р.                 |      |
| 8    | 1406            | Братська могила радянських воїнів. Поховано 37 чоловік                                                  | М. Андрушівка, на кладовищі                                        | 1956 1988 | —     | № 388 від 06.09.1976 р.                 |      |
| 9    | 1899            | Братська могила жертв фашизму. Поховано 279 чоловік                                                     | М. Андрушівка, на південно-східній околиці                         | 1965      | —     | № 390. від 08.10.1992 р.                |      |
| 10   | 1900            | Братська могила жертв фашизму. Поховано 21 чоловіка                                                     | М. А ндрушівка, громадське кладовище                               | 1965—1988 | —     | № 559 від 26.12.1979 р.                 |      |
| 11   | 130             | Група (4) братських могил мирних жителів. Поховано 223 чоловіка                                         | М. Андрушівка, на східній околиці                                  | 1948      | —     | № 390 від 08.10.1992 р.                 |      |
| 12   | 1407            | Братська могила радянських воїнів. Поховано 182 чоловіка                                                | С. Антопіль, Антопільська с/р, на громадському кладовищі           | 1959      | —     | № 442 від 29.09.1969 р.                 |      |
| 13   | 1408            | Братська могила радянських воїнів. Поховано 22 чоловіка                                                 | С. Бровки — 1, Бровківська с/р                                     | 1962      | —     | № 442 від 29.09.1969 р.                 |      |
| 14   | 2592            | Місце з'єднання 12-ї армії з 44-ю Київською дивізією                                                    | С. Бровки — 1, Бровківська с/р, у центрі (на Будинку культури)     | 1980      | —     | № 52 від 04.02.1986 р.                  |      |
| 15   | 1904            | Пам'ятник воїнам — односельчанам                                                                        | С. Бровки — 2, Каменівська с/р, у центрі                           | 1982      | —     |                                         |      |
| 16   | 105             | Братська могила радянських воїнів та пам'ятний знак воїнам — односельчанам. Поховано 5 чоловік          | С. Великі Мошковці, Великомошковецька с/р, у центрі                | 1960      | —     | № 442 від 29.09.1969 р.                 |      |
| 17   | 3072            | Пам'ятник воїнам — односельчанам, загиблим в роки ВВВ.                                                  | С. Великі Мошківці, Великомошківецька с/р                          | 1990      | —     | № 616 від 29.09.1999 р.                 |      |
| 18   | 107             | Братська могила радянських воїнів. Поховано 55 чоловік                                                  | С. Волосів, Волосівська с/р, на кладовищі                          | 1960      | —     | № 442 від 29.09.1969 р.                 |      |
| 19   | 1409            | Братська могила радянських воїнів. Поховано 8 чоловік                                                   | С. Волиця, Волицька с/р, на кладовищі                              | 1965      | —     | № 442 від 29.09.1969 р.                 |      |
| 20   | 108             | Братська могила радянських воїнів. Поховано 4 чоловіка                                                  | С. Гальчин, Гальчинська с/р, на кладовищі                          | 1958 1990 | —     | № 442 від 29.09.1969 р.                 |      |
| 21   | 3069            | Пам'ятник воїнам — землякам, загиблим у роки ВВВ                                                        | С. Гарапівка, Павелківська с/р, у центрі                           | 1990      | —     | № 616 від 29.09.1999 р.                 |      |
| 22   | 109             | Братська могила жертв фашизму. Поховано 5 чоловік                                                       | С. Городище, Міньковецька с/р, на кладовищі                        | 1946 1988 | —     | № 442 від 29.09.1969 р.                 |      |
| 23   | 3070            | Пам'ятник воїнам — землякам, загиблим у роки ВВВ                                                        | С. Городище, Міньковецька с/р, у центрі                            | 1990      | —     | № 616 від 29.09.1999 р.                 |      |
| 24   | 2750            | Пам'ятник жертвам голодомору та репресованим                                                            | С. Городківка, Городківська с/р, на кладовищі                      | 1991      | —     | № 390 від 08.10.1992 р.                 |      |
| 25   | 1411            | Братська могила радянських воїнів. Поховано 13 чоловік                                                  | С. Городківка, Городківська с/р, у колгоспному саду                | 1961      | —     | № 442 від 29.09.1969 р.                 |      |
| 26   | 2549            | Пам'ятник воїнам — односельчанам, загиблим у роки ВВВ                                                   | С. Городківка, Городківська с/р, у центрі                          | 1981      | —     | № 468 від 29.10.1983 р.                 |      |
| 27   | 2593            | Місце (землянка), де жили партизани — підпільники диверсійної групи під командуванням Богорада І. Д.    | С. Городківка, Городківська с/р, у лісі Андрушівського лісхозагу   | 1975      | —     | № 52 від 04.02 1988 р.                  |      |
| 28   | 1410            | Братська могила радянських воїнів. Поховано 6 чоловік                                                   | С. Глинівці, Глинівецька с/р, у центрі                             | 1966      | —     | № 442 від 29.09.1969 р.                 |      |
| 29   | 2599            | Пам'ятний знак воїнам — односельчанам, загиблим у Великій Вітчизняній війні                             | С. Жерделі, Каменівська с/р, у центрі                              | 1982      | —     | № 52 від 04.02.1985 р.                  |      |
| 30   | 110             | Група (2) братських могил радянських воїнів і пам'ятний знак воїнам — односельчанам. Поховано 9 чоловік | С. Забара, Забарська с/р, у центрі                                 | 1961 1980 | —     | № 442 від 29.09.1969 р.                 |      |
| 31   | 1412            | Братська могила радянських воїнів. Поховано 2 чоловіка                                                  | С. Забара, Забарська с/р, на кладовищі                             | 1944 1988 | —     | № 442 від 29.09.1969 р.                 |      |
| 32   | 111             | Братська могила радянських воїнів. Поховано 18 чоловік                                                  | С. Зарубинці, Зарубинецька с/р, у центрі                           | 1953      | —     | № 442 від 29.09.1969 р.                 |      |
| 33   | 112             | Братська могила радянських воїнів. Поховано 27 чоловік                                                  | С. Івниця, Івницька с/р, у центрі                                  | 1957      | —     | № 442 від 29.09.1969 р.                 |      |
| 34   | 1413            | Військове кладовище (39 братських могил радянських воїнів)                                              | С. Івниця, Івницька с/р                                            | 1957      | —     | № 388 від 06.09.1976 р.                 |      |
| 35   | 1413(а)         | Могила Верескова В. О. — Героя Радянського Союзу                                                        | С. Івниця, Івницька с/р, на військовому кладовищі                  | 1966—1974 | —     |                                         |      |
| 36   | 1414            | Могила Волка Ю. К. — радянського воїна                                                                  | С. Івниця, Івницька с/р, на кладовищі                              | 1953      | —     | № 388 від 06.09.1976 р.                 |      |
| 37   | 113             | Братська могила радянських воїнів. Поховано 34 чоловіка                                                 | С. Іванків, Іванківська с/р, у дворі тублікарні                    | 1956      | —     | № 442 від 29.09.1969 р.                 |      |
| 38   | 114             | Братська могила радянських воїнів. Поховано 5 чоловік                                                   | С. Іванків, Іванківська с/р, у центрі                              | 1959      | —     | № 442 від 29.09.1969 р.                 |      |
| 39   | 116             | Братська могила радянських воїнів. Поховано 53 чоловіка                                                 | С. Іванків, Іванківська с/р, на кладовищі                          | 1960      | —     | № 442 від 29.09.1969 р.                 |      |
| 40   | 1416            | Могила Кузнєцова М. М. — радянського воїна                                                              | С. Іванків, Іванківська с/р, біля залізниці                        | 1958 1989 | —     | № 442 від 29.09.1969 р.                 |      |
| 41   | 1415            | Могила Батіченка О. І. — радянського воїна                                                              | С. Іванків, Іванківська с/р, біля залізниці                        | 1952      | —     | № 388 від 06.09.1976 р.                 |      |
| 42   | 1903            | Пам'ятник воїнам — односельцям, загиблим у роки ВВВ                                                     | С. Іванків, Іванківська с/р, у центрі                              | 1970      | —     | № 559 від 26.12.1979 р.                 |      |
| 43   | 1902            | Пам'ятник на честь 30-ти річчя Перемоги у Великій Вітчизняній війні                                     | С. Іванків, Іванківська с/р, на території тублікарні               | 1975      | —     | № 559 від 26.12.1979 р.                 |      |
| 44   | 2478            | Пам'ятник воїнам — односельцям, які зпгинули в роки ВВВ                                                 | С. Камені, Каменівська с/р, у центрі                               | 1980      | —     | № 22 від 21.01.1983 р.                  |      |
| 45   | 118             | Братська могила радянських воїнів. Поховано 2 чоловіка                                                  | С. Котівка, Забарська с/р, на кладовищі                            | 1950 1988 | —     | № 442 від 29.09.1969 р.                 |      |
| 46   | 1420            | Братська могила радянських воїнів. Поховано 4 чоловіка                                                  | С. Котівка, Забарська с/р                                          | 1945      | —     | № 442 від 29.09.1969 р.                 |      |
| 47   | 2550            | Пам'ятник воїнам — односельцям, загиблим у роки Великої Втчизняної війни                                | С. Котівка, Забарська с/р, у центрі                                | 1980      | —     | № 468 від 29.10.1983 р.                 |      |
| 48   | 2595            | Братська могила радянських воїнів. Поховано 21 чоловіка                                                 | С. Корчмище, Степківська с/р, на громадському кладовищі            | 1960      | —     | № 52 від 04.02.1985 р.                  |      |
| 49   | 1417            | Група (2) братських могил радянських воїнів. Поховано 44 чоловіка                                       | С. Крилівка, Крилівецька с/р                                       | 1952      | —     | № 388 від 06.09.1976 р.                 |      |
| 50   | 1423            | Пам'ятник воїнам — односельчанам                                                                        | С. Крилівка, Крилівецька с/р, у центрі                             | 1973      | —     | № 388 від 06.09.1976 р.                 |      |
| 51   | 1418            | Братська могила радянських воїнів. Поховано 62 чоловіка                                                 | С. Крилівка, Крилівецька с/р, у центрі                             | 1964      | —     | № 388 від 06.09.1976 р.                 |      |
| 52   | 1419            | Група (2) братських могил радянських воїнів. Поховано 40 чоловік                                        | С. Крилівка, Крилівецька с/р, на кладовищі                         | 1952      | —     | № 388 від 06.09.1976 р.                 |      |
| 53   | 1905            | Група (2) братських могил радянських воїнів. Кількість похованих невідома                               | С. Крилівка, Крилівецька с/р                                       | 1954      | —     | № 559 від 26.12.1979 р.                 |      |
| 54   | 119             | Братська могила радянських воїнів. Поховано 10 чоловік                                                  | С. Лебединці, Лебединецька с/р, на громадському кладовищі          | 1959      | —     | № 442 від 29.09.1969 р.                 |      |
| 55   | 1424            | Братська могила радянських воїнів. Поховано 8 чоловік                                                   | С. Лебединці, Лебединецька с/р, у центрі                           | 1959      | —     | № 442 від 29.09.1969 р.                 |      |
| 56   | 2598            | Могила Макарова І. Й. –штурмана радянського літака                                                      | С. Лебединці, Лебединецька с/р, на громадському кладовищі          | 1965 1989 | —     | № 390 від 08.10.1992 р.                 |      |
| 57   | 2751            | Могила Берельсона О. І. — радянського воїна, старшого лейтенанта                                        | С. Лебединці, Лебединецька с/р, на громадському кадовищі           | 1990      | —     | № 390 від 08.10.1992 р.                 |      |
| 58   | 2596            | Братська могила радянських воїнів та пам'ятник воїнам — односельчанам. Поховано 10 чоловік              | С. Лісівка, Зарубинецька с/р, у центрі                             | 1977      | —     | № 52 від 04.02.1985 р.                  |      |
| 59   | 1421            | Братська могила радянських воїнів. Поховано 3 чоловіки                                                  | С. Любимівка, Любимівська с/р, у центрі                            | 1958      | —     | № 442 від 29.09.1969 р.                 |      |
| 60   | 2479            | Могила Бойка Ю. Н. — учасника громадянської війни, командира партизанського загону червоного козацтва   | С. Любимівка, Любимівська с/р, на громадському кладовищі           | 1980      | —     | № 22 від 21.01.1983 р.                  |      |
| 61   | 1906            | Пам'ятник воїнам — односельцям, загиблим у Великій Вітчизняній війні                                    | С. Малі Мошківці, Маломошківецька с/р, у центрі                    | 1972 1987 | —     | № 559 від 26.12.1979 р.                 |      |
| 62   | 120             | Братська могила радянських воїнів. Поховано 7 чоловік                                                   | С. Міньківці, Міньковецька с/р, на території школи                 | 1951      | —     | № 442 від 29.09.1969 р.                 |      |
| 63   | 3071            | Пам'ятник на честь воїнів –земляків, загиблих у роки ВВВ                                                | С. Міньківці, Міньковецька с/р, у центрі                           | 1990      | —     | № 616 від 29.09.1999 р.                 |      |
| 63   | 121             | Могила Окунєва — радянського воїна, старшого лейтенанта                                                 | С. Мостове, Мостівська с/р, у центрі                               | 1957      | —     | № 442 від 29.09.1969 р.                 |      |
| 65   | 1427            | Пам'ятник воїнам — односельцям, загиблим у роки ВВВ                                                     | С. Мостове, Мостівська с/р, у центрі                               | 1964      | —     | № 388 від 06.09.1976 р.                 |      |
| 66   | 1429            | Група (2) братських могил радянських воїнів. Кількість похованих невідома                               | С. Нехворощ, Нехворощанська с/р, на кладовищі                      | 1945      | —     | № 442 від 29.09.1969 р.                 |      |
| 67   | 2480            | Могила Попіла М. І. — першого голови Волревкому                                                         | С. Нехворощ, Нехворощанська с/р, у центрі                          | 1976      | —     | № 22 від 21.01.1983 р.                  |      |
| 68   | 2597            | Пам'ятник воїнам — односельцям, загиблим у роки ВВВ                                                     | С. Нехворощ, Нехворощанська с/р, у центрі                          | 1978      | —     | № 52 від 04.02.1985 р.                  |      |
| 69   | 1428            | Братська могила радянських воїнів. Поховано 10 чоловік                                                  | С. Нехворощ, Нехворощанська с/р, у центрі                          | 1965      | —     | № 442 від 29.09.1969 р.                 |      |
| 70   | 122             | Група (2) братських могил радянських воїнів. Поховано 26 чоловік                                        | С. Нова Котельня, Волосівська с/р, на кладовищі                    | 1959      | —     | № 442 від 29.09.1969 р.                 |      |
| 71   | 123             | Братська могила радянських воїнів. Поховано 2 чоловіки                                                  | С. Павелки, Павелківська с/р, на кладовищі                         | 1959      | —     | № 442 від 29.09.1969 р.                 |      |
| 72   | 124             | Братська могила радянських воїнів. Поховано 6 чоловік                                                   | С. Старосілля, (Стара Котельня) Старокотельнянська с/р, біля школи | 1963      | —     | № 442 від 29.09.1969 р.                 |      |
| 73   | 125             | Група (3) братських могил радянських воїнів. Поховано 20 чоловік                                        | С. Стара Котельня, Старокотельнянська с/р, на кладовищі            | 1962      | —     | № 442 від 29.09.1969 р.                 |      |
| 74   | 1430            | Група (6) братських могил радянських воїнів. Поховано 10 чоловік.                                       | С. Стара Котельня, Старокотельнянська с/р, на кладовищі            | 1962 1975 | —     | № 388 від 06.09.1976 р.                 |      |
| 75   | 1967            | Обеліск Слави                                                                                           | С. Стара Котельня, Старокотельнянська с/р, біля школи              | 1967      | —     | № 559 від 26.12.1979 р.                 |      |
| 76   | 126             | Братська могила радянських воїнів. Поховано 27 чоловік                                                  | С. Степок, Степківська с/р, біля школи                             | 1960      | —     | № 442 від 29.09.1969 р.                 |      |
| 77   | 1431            | Братська могила радянських воїнів. Поховано 12 чоловік                                                  | Смт. Червоне, Червоненська с/р, біля лікарні                       | 1965 1990 | —     | № 442 від 29.09.1969 р.                 |      |
| 78   | 1432            | Братська могила радянських воїнів. Поховано 12 чоловік                                                  | Смт. Червоне, Червоненська с/р, у центрі                           | 1960—1990 | —     | № 442 від 29.09.1969 р.                 |      |
| 79   | 1433            | Братська могила радянських воїнів. Поховано 3 чоловіка                                                  | Смт. Червоне, Червоненська с/р, на кладовищі                       | 1956 1989 | —     | № 442 від 29.09.1969 р.                 |      |
| 80   | 1434            | Братська могила радянських воїнів. Поховано 126 чоловік                                                 | Смт. Червоне, Червоненська с/р, біля спиртзаводу                   | 1956      | —     | № 442 від 29.09.1969 р.                 |      |
| 81   | 1435            | Братська могила радянських воїнів. Поховано 5 чоловік                                                   | Смт. Червоне, Червоненська с/р, на кладовищі                       | 1956 1989 | —     | № 442 від 29.09.1969 р.                 |      |
| 82   | 1436            | Братська могила радянських воїнів. Поховано 224 чоловіка                                                | Смт. Червоне, Червоненська с/р, у парку цукрокомбінату             | 1964      | —     | № 442 від 29.09.1969 р.                 |      |
| 83   | 2594            | Могила невідомого радянського воїна                                                                     | Смт. Червоне, Червоненська с/р, біля дороги на с. Бровки — 2       | 1960      | —     | № 52 від 04.02.1985 р.                  |      |
| 84   | 127             | Братська могила радянських воїнів. Поховано 55 чоловік                                                  | С. Чубарівка, Волосівська с/р, у центрі                            | 1965      | —     | № 442 від 29.09.1969 р.                 |      |
| 85   | 128             | Братська могила радянських воїнів. Поховано 12 чоловік                                                  | С. Яроповичі, Яроповицька с/р, у центрі                            | 1955      | —     | № 442 від 29.09.1969 р.                 |      |
| 86   | 1437            | Братська могила радянських воїнів. Поховано 2 чоловіка                                                  | С. Яроповичі, Яроповицька с/р, на території лікарні                | 1962      | —     | № 442 від 29.09.1969 р.                 |      |
| 87   | 2600            | Пам'ятник воїнам — односельчанам, загиблим у роки ВВВ                                                   | С. Яроповичі, Яроповицька с/р, у центрі                            | 1985      | —     | № 52 від 04.02.1985 р.                  |      |
|      |                 | |                                                                    |           |       |                                         |      |